# Promeces testaceipennis
Promeces testaceipennis là một loài bọ cánh cứng trong họ Cerambycidae.